# Cosesaurus
Cosesaurus — рід архозавроморфних рептилій, які, ймовірно, належать до родини Tanystropheidae. Це відомо за скам'янілими відбитками одного невеликого скелета, MGB V1, який знайшли у відслоненнях Muschelkalk поблизу муніципалітетів Мон-раль та Альковер в Іспанії. Ці оголення датовані ладінським віком середнього тріасу приблизно 242–237 мільйонів років тому. Зразок зберігається в Музеї Марторель (він же Геологічний музей Барселони), який зараз є частиною Музею природничих наук Барселони. Орієнтовна довжина екземпляра становить 14 сантиметрів, хоча відбитки кінчика хвоста слабкі, тому ця довжина могла бути трохи довшою. Погана збереженість і, ймовірно, юнацький характер зразка призвели до того, що кілька різних джерел неправильно ідентифікували анатомію козезавра. Наприклад, Пол Елленбергер стверджував, що це був предок птахів у 1970-х роках, тоді як Девід Пітерс стверджував, що це був предок птерозаврів у 2000 році. Обидва ці твердження суперечать основним науковим теоріям про походження будь-якої групи, і інші палеонтологи, які вивчають зразок, не можуть знайти ознаки, про які повідомили Елленбергер або Пітерс. Отже, гіпотези Елленбергера та Пітерса вважаються маргінальними теоріями з сумнівною науковою обґрунтованістю через їх низьку відтворюваність. Основні гіпотези спорідненості козезавра загалом сходяться на тому, що це «проторозаври», зокрема таністрофеїди, тісно пов'язані з довгошиїми рептиліями, такими як Macrocnemus, Tanytrachelos, Tanystropheus або Langobardisaurus.